# Cantonul Calais-Sud-Est
Cantonul Calais-Sud-Est este un canton din arondismentul Calais, departamentul Pas-de-Calais, regiunea Nord-Pas-de-Calais, Franța.

## Comune
| Comune | Populație (1999) | Cod poștal | Cod INSEE |
| ------ | ---------------- | ---------- | --------- |
| Calais | 77 333 (1)       | 62100      | 62193     |